# Decoerência quântica
Na mecânica quântica, a decoerência quântica é a perda da coerência ou ordenamento de ângulos de fase entre componentes de um sistema numa sobreposição quântica. Uma das consequências deste defaseamento é a adição do comportamento clássico ao sistema.
A decoerência quântica dá a aparência de colapso de função de onda (redução das possibilidades físicas numa única possibilidade como vista por um observador) e justifica o quadro e intuitividade da física clássica como uma aproximação aceitável. A decoerência é o mecanismo pelo qual o mecanismo clássico emerge do quântico e determina a localização da fronteira clássico-quântica e ocorre quando um sistema interage com o seu ambiente de uma maneira termodinamicamente irreversível. Isto evita que diferentes elementos na superposição quântica da função de onda ambiente + sistema interfiram entre si. A decoerência tem sido objeto de grande pesquisa desde a década de 1980.

## Perda de informação
A decoerência pode ser vista como a perda de informação a partir de um sistema para o ambiente (frequentemente modelada como um banho térmico), uma vez que cada sistema é de baixo acoplamento com o estado energético do seu entorno. Considerado isoladamente, a dinâmica do sistema é não-unitária (embora o sistema combinado mais o ambiente evolua de uma forma unitária). Assim, a dinâmica do sistema por si só é irreversível. Como acontece com qualquer acoplamento, emaranhamentos são gerados entre o sistema e o ambiente. Estes têm o efeito de partilhar informação quântica com - ou transferindo-o para - os arredores.

## Colapso da função de onda
A decoerência não gera colapso da função de onda real. Ele só fornece uma explicação para a observação do colapso da função de onda, como a natureza quântica do sistema "vaza" no ambiente. Ou seja, os componentes da função de onda são dissociados de um sistema coerente, e adquirem as fases de seus arredores imediatos. A superposição total da função de onda universal ou global ainda existe (e continua a ser coerente a nível global), mas o seu destino final continua a ser uma questão de interpretação. Especificamente, decoerência não tenta explicar o problema da medição. Em vez disso, decoerência fornece uma explicação para a transição do sistema a uma mistura de estados que parecem corresponder a esses estados observadores percebidos. Além disso, a nossa observação nos diz que esta mistura parece um bom conjunto quântico em uma situação de medição, como observa-se que as medidas levam à "realização" de precisamente um estado no "conjunto".

## Computação quântica
A decoerência representa um desafio para a realização prática de computadores quânticos, uma vez que se prevê que tais máquinas dependam muito da evolução tranquila de coerências quânticas. Simplificando, eles exigem que os estados coerentes sejam preservados e que a decoerência seja gerida, a fim de realizar, na verdade, a computação quântica.